# 1985 ve sportu
Toto je přehled sportovních událostí z roku 1985.
Československo se v Praze stalo mistrem světa v ledním hokeji. V základní skupině československé mužstvo zvítězilo nad Finskem 5:0, nad NDR 6:1 a nad SRN také 6:1. Poté však podlehlo USA 1:3 a remizovalo s Kanadou 4:4. Po vítězství nad Švédskem v poměru 7:2 si čs. hokejisté vybojovali účast mezi nejlepšími čtyřmi celky. Na tom už nic nezměnila porážka se SSSR 1:5. Ve finálové skupině naši hokejisté vrátili sovětským hokejistům porážku ze základní části a porazili je 2:1. Poté zvítězili nad USA 11:2 a nad Kanadou 5:3 a stali se tak novými mistry světa.
Sportovcem roku v Československu se stal Petr Jirmus (letecká akrobacie).
Na bruselském Heyselově stadiónu přišlo při výtržnostech zejména britských fanoušků před finálovým utkáním PMEZ mezi Juventusem Turín a FC Liverpool (1:0) o život 39 lidí, stovky byly zraněny, někteří těžce. Boris Becker se ve svých 17 letech stal nejmladším vítězem Wimbledonu. Ve finále porazil Američana Currena. Dvouhru žen ve Wimbledonu vyhrála už pošesté Martina Navrátilová. Na strahovském stadionu v Praze se konala Československá spartakiáda 1985. Mezi 820 tisíci diváky byl i předseda Mezinárodního olympijského výboru Juan Antonio Samaranch.
Vítězem 72. ročníku Tour de France se stal Bernard Hinault (Francie) před Gregem LeMondem (USA). Na mistrovství světa v odbíjené v Nizozemsku, získalo československé mužstvo stříbrné medaile. Na cyklistickém mistrovství světa v Bassano del Grappa, získali naši cyklisté v časovce družstev na trati dlouhé 180 km stříbrnou medaili. Československo získalo i zlaté medaile v soutěžích mistrovství světa v dráhové cyklistice. Martin Penc zvítězil v bodovacím závodě jednotlivců a dvojice Vítězslav Vobořil a Roman Řehounek triumfovala naprosto suverénním vítězstvím v závodech tandemů. Zlato přivezl i Josef Sabovčík z mistrovství Evropy v krasobruslení a již tradičně bratři Pospíšilové v kolové. Bronz na mistrovství světa v letech na lyžích získal Pavel Ploc. Titul fotbalového mistra republiky vybojovala Sparta Praha, díky lepšímu skóre před Bohemians Praha.

## Akrobatické lyžování
Světový pohár v akrobatickém lyžování 1984/85
Muži:
- Všestrannost:  Alain Laroche
- Balet:  Hermann Reitberger
- Boule:  Philippe Bron
- Skoky:  Lloyd Langlois
- Kombinace:  Alain Laroche

Ženy:
- Všestrannost:  Conny Kissling
- Balet:  Christine Rossi
- Boule:  Mary Jo Tiampo
- Skoky:  Meredith Anne Gardner
- Kombinace:  Conny Kissling

## Alpské lyžování
Mistrovství světa v alpském lyžování 1985
- Muži:
  - (Slalom):  Jonas Nilsson
  - (Obří slalom):  Markus Wasmeier
  - (Kombinace):  Pirmin Zurbriggen
  - (Sjezd):  Pirmin Zurbriggen
- Ženy:
  - (Slalom):  Perrine Pelen
  - (Obří slalom):  Diane Roffe
  - (Kombinace):  Erika Hess
  - (Sjezd):  Michela Figini

Světový pohár v alpském lyžování 1984/85
- Muži:
  - Velký křišťálový glóbus:  Marc Girardelli 262
  - Malý křišťálový glóbus (Slalom):  Marc Girardelli 125
  - Malý křišťálový glóbus (Obří slalom):  Marc Girardelli 120
  - Malý křišťálový glóbus (Super G):  Pirmin Zurbriggen 70
  - Malý křišťálový glóbus (Sjezd):  Helmuth Hoeflehner 110

- Ženy:
  - Velký křišťálový glóbus:  Michela Figini 259
  - Malý křišťálový glóbus (Slalom):  Erika Hess 123
  - Malý křišťálový glóbus (Obří slalom):  Michela Figini 110
  - Malý křišťálový glóbus (Super G):  Marina Kiehl 70
  - Malý křišťálový glóbus (Sjezd):  Michela Figini 115

## Americký fotbal
- NFL (National Football League)

1. San Francisco 49ers
2. Miami Dolphins
3. Chicago Bears / Pittsburgh Steelers

- CFL (Canadian Football League)

1. BC Lions
2. Hamilton Tiger-Cats

## Australský fotbal
- AFL (Australian Football League)

1. Essendon Bombers
2. Hawthorn Hawks
3. Footscray Bulldogs

- SANFL (South Australian National Football League)

1. Glenelg Tigers
2. North Adelaide Roosters
3. West Adelaide Bloods

- WAFL (West Australian Football League)

1. East Fremantle Sharks
2. Subiaco Lions
3. Swan Districts Swans

## Automobilový sport
Vytrvalostní závody:
- Sportovní vozy  Derek Bell /  Hans Joachim Stuck
- IMSA GT
  - GTP  Al Holbert
  - Lights  Jim Downing
  - GTO  John Jones
  - GTO  Jack Baldwin

Formulové závody:
- CART  Al Unser
- Formule 1  Alain Prost
- Formule 3000  Christian Danner
- Formule 3 v roce 1985

| Evropský pohár F3: - Alex Caffi | Skandinávská série F3: - Steven Andskar |  |

Národní šampionáty F3:
| Velká Británie - Mauricio Gigelmin | Německo - Volker Weidler | Japonsko - Kouji Satou      | Francie - Pierre Henri Raphanel |
| Itálie - Franco Forini             | Finsko - Sami Pensala    | Švédsko - Thomas Danielsson | Švýcarsko - Jakob Bordoli       |

Cestovní vozy:
- V8 Supercar  Jim Richards
- NASCAR  Darrell Waltrip

Rally:
- Rally  Timo Salonen

## Badminton
Mistrovství světa Calgary
- Dvouhra:
  - Muži –  Han Jian
  - Ženy –  Han Aiping
- Čtyřhra:
  - Muži –  Jižní Korea – Park Joo-Bong /Kim Moon-Soo
  - Ženy –  Čína – Han Aiping /Li Lingwei
  - Mix –  Jižní Korea – Park Joo-Bong /Yoo Sang-Hee

Světový pohár
- Dvouhra:
  - Muži –  Icuk Sugiarto
  - Ženy –  Li Lingwei
- Čtyřhra:
  - Muži –  Indonésie – Liem Swie King /Hariatmarito Kartono
  - Ženy –  Čína – Lin Ying /Wu Dixi
  - Mix –  Indonésie – Christian Hardinata / Lie

Grand Prix
- Dvouhra:
  - Muži –  Han Jian
  - Ženy –  Li Lingwei

## Balonové létání
Mistrovství světa horkovzdušných balonů Battle Creek
- David Levin

## Bandy
Mistrovství světa Norsko
- Sovětský svaz –  Švédsko 5:4

Světový pohár
- IF Boltic

## Basketbal
Mistrovství Evropy
- Muži / hráno v Německu –  Sovětský svaz
- Ženy / hráno v Itálii –  Sovětský svaz

Mistrovství Jižní Ameriky
- Muži /Medellín –  Brazílie

Mistrovství Afriky
- Muži /Abidjan –  Pobřeží slonoviny

Pohár evropských mistrů
- Muži –  Cibona Zagreb
- Ženy –  Vicenza

FIBA Pohár Saporta
- Muži –  Barcelona

FIBA Pohár Korač
- Muži –  Olimpia Miláno

Pohár Ronchettiové
- Ženy –  CSKA Moskva

Národní ligy:
- NBA (National Basketball Association) – Los Angeles Lakers
- Francie – CSP Limoges
- Itálie – Olimpia Miláno
- Řecko – Aris Saloníki
- Španělsko – Real Madrid

## Bezmotorové létání
Mistrovství světa Rieti:
- Otevřená třída:
  -  Ingo Renner
- Třída 15 m:
  -  Douglas Jacobs
- Třída standard:
  -  Leonardo Brigliadori

## Biatlon
Mistrovství světa Muži Ruhpolding
- 10 km –  Frank-Peter Rötsch
- 20 km –  Jurij Kaškarov
- 4× 7,5 km –  Sovětský svaz

Mistrovství světa Ženy Egg am Etzl
- 5 km –  Sanna Grønlid
- 10 km –  Kaija Parve
- 3× 7,5 km –  Sovětský svaz

Světový pohár
- Muži –  Frank-Peter Rötsch
- Ženy –  Sanna Grønlid

| Datum     | Závod              | Disciplína | Vítěz              | Výsledky |
| --------- | ------------------ | ---------- | ------------------ | -------- |
| 17. leden | Oberhof            | 20 km      | Peter Angerer      | Výsledky |
| 19. leden | Oberhof            | 10 km      | Frank-Peter Rötsch | Výsledky |
| 24. leden | Antholz-Anterselva | 20 km      | Frank-Peter Rötsch | Výsledky |
| 26. leden | Antholz-Anterselva | 10 km      | Alfered Eder       | Výsledky |
| 1. březen | Lahti              | 20 km      | Sergej Antonov     | Výsledky |
| 3. březen | Lahti              | 10 km      | Frank-Peter Rötsch | Výsledky |
| 7. březen | Oslo Holmenkollen  | 20 km      | Peter Angerer      | Výsledky |

## Boby
Mistrovství světa Cervinia
- Dvoubob –  Wolfgang Hoppe/Dietmar Schauerhammer
- Čtyřbob –  NDR (Bernhard Lehmann,Matthias Trübner,Ingo Voge,Steffen Grummt)

## Curling
Mistrovství světa Glasgow:
- Muži

1. Kanada
2. Švédsko
3. Dánsko

Mistrovství světa Jönköping:
- Ženy

1. Kanada
2. Skotsko
3. Švýcarsko

Mistrovství Evropy Grindelwald:
- Muži

1. SRN
2. Švédsko
3. Norsko

Mistrovství Evropy Grindelwald:
- Ženy

1. Švýcarsko
2. Skotsko
3. Norsko

## Cyklistika
- Giro ď Italia –  Bernard Hinault
- Tour de France –  Bernard Hinault
- Okolo Romandie –  Jorg Muller

## Cyklokros
Mistrovství světa Mnichov :
- Klaus Peter Thaler

Super Prestige
- Roland Liboton

| Závod        | Vítěz              | Výsledky |
| ------------ | ------------------ | -------- |
| Zürich-Waid  | Paul De Brouwer    | Výsledky |
| Valkenswaard | Hennie Stamsnijder | Výsledky |
| Řím          | Roland Liboton     | Výsledky |
| Oss          | Roland Liboton     | Výsledky |
| Diegem       | Roland Liboton     | Výsledky |
| Zillebeke    | Reiner Groenendaal | Výsledky |
| Asper-Gavere | Hennie Stamsnijder | Výsledky |
| Overijse     | Hennie Stamsnijder | Výsledky |

## Fotbal
| Mistrovství světa hráčů do 20 let: - Brazílie | Mistrovství světa hráčů do 16 let: - Nigérie | Interkontinentální pohár: - Juventus       |
| Pohár mistrů evropských zemí: - Juventus FC   | Pohár UEFA: - Real Madrid                    | Evropský pohár vítězů pohárů: - Everton FC |
| Copa Libertadores: - Argentinos Juniors       | Pohár mistrů afrických zemí: - FAR Rabat     | Africký pohár vítězů pohárů: - Al-Ahly     |

Národní ligy:
| Albánie - Mistr – 17 Nëntori Tiranë - Pohár – Flamurtari Vlorë | Anglie - Mistr – Everton - Pohár – Manchester United       | Argentina - Mistr – Argentinos Juniors                    | Belgie - Mistr – RSC Anderlecht - Pohár – Cercle Brugge                  |
| Bolívie - Mistr – Bolívar                                      | Brazílie - Mistr – Coritiba Foot Ball Club                 | Bulharsko - Mistr – Levski-Spartak Sofia                  | Čína - Mistr – Liaoning - Pohár – Beijing Xuehua                         |
| Československo - Mistr – Sparta Praha - Pohár – Dukla Praha    | Dánsko - Mistr – Brøndby IF - Pohár – Lyngby BK            | Ekvádor - Mistr – Barcelona                               | Finsko - Mistr – HJK Helsinki - Pohár – Haka Valkeakoski                 |
| Francie - Mistr – Girondins Bordeaux - Pohár – AS Monaco       | Chile - Mistr – Cobreloa                                   | Island - Mistr – Valur Reykjavík - Pohár – Fram Reykjavík | Irsko - Mistr – Shamrock Rovers - Pohár – Shamrock Rovers                |
| Izrael - Mistr – Maccabi Haifa - Pohár – Beitar Jerusalem      | Itálie - Mistr – Hellas Verona - Pohár – Sampdoria         | Japonsko - Pohár – Yomiuri Kawasaki                       | Jihoafrická republika - Mistr – Bush Bucks - Pohár – Bloemfontein Celtic |
| Kamerun - Mistr – Canon de Yaoundé - Pohár – US Douala         | Kolumbie - Mistr – América Cali                            | Kypr - Mistr – Omonia Nicosia - Pohár – AEL Limassol      | Maďarsko - Mistr – Honvéd SE - Pohár – Honvéd SE                         |
| Malta - Mistr – Rabat Ajax - Pohár – Zurrieq                   | Mexiko - Mistr – América                                   | Nizozemsko - Mistr – Ajax Amsterdam - Pohár – FC Utrecht  | NDR - Mistr – Berliner FC Dynamo - Pohár – Dynamo Dresden                |
| Nigérie - Mistr – New Nigeria Bank - Pohár – Abiola Babes      | Norsko - Mistr – Rosenborg BK - Pohár – Lillestrøm SK      | Paraguay - Mistr – Olimpia                                | Peru - Mistr – Universitario Lima                                        |
| Polsko - Mistr – Górnik Zabrze - Pohár – Widzew Lódz           | Portugalsko - Mistr – FC Porto - Pohár – Benfica Lisabon   | Rakousko - Mistr – Austria Wien - Pohár – Rapid Wien      | Rumunsko - Mistr – Steaua Bucuresti - Pohár – Steaua Bucuresti           |
| Řecko - Mistr – PAOK Saloníki - Pohár – AE Larissa             | Severní Irsko - Mistr – Linfield FC - Pohár – Glentoran    | Skotsko - Mistr – FC Aberdeen - Pohár – Celtic Glasgow    | Sovětský svaz - Mistr – Dynamo Kyjev - Pohár – Dynamo Kyjev              |
| SRN - Mistr – Bayern München - Pohár – Bayer Uerdingen         | Španělsko - Mistr – FC Barcelona - Pohár – Atlético Madrid | Švédsko - Mistr – Örgryte IS - Pohár – AIK Solna          | Švýcarsko - Mistr – Servette FC - Pohár – FC Aarau                       |

## Futsal
Mistrovství světa Španělsko:
- Brazílie

## Gymnastika
Mistrovství světa Montreal:
| - Muži: - Týmy – Sovětský svaz - Víceboj – Jurij Korolev - Prostná – Tong Fei - Bradla – Sylvio Kroll / Valentin Mogilnij - Kůň našíř – Valentin Mogilnij - Kruhy – Jurij Korolev / Li Ning - Hrazda – Tong Fei - Přeskok – Jurij Korolev | - Ženy: - Týmy – Sovětský svaz - Víceboj – Jelena Šušunova / Oksana Omeljanšik - Prostná – Oksana Omeljanšik - Bradla – Gabriela Fähnrich - Kladina – Daniela Silivaşová - Přeskok – Jelena Šušunova |

Mistrovství Evropy:
| - Muži: Oslo - Víceboj – Dmitrij Bilozeršev - Prostná – Dmitrij Bilozeršev - Bradla – Dmitrij Bilozeršev - Kůň našíř – Dmitrij Bilozeršev - Kruhy – Dmitrij Bilozeršev - Hrazda – Dmitrij Bilozeršev / Zsolt Borkai - Přeskok – Sylvio Kroll | - Ženy: Helsinky - Víceboj – Jelena Šušunova - Prostná – Jelena Šušunova - Bradla – Maxi Gnauck / Jelena Šušunova - Kladina – Oksana Omeljanšik - Přeskok – Jelena Šušunova |

## Házená
Mistrovství Afriky – Luanda:
- Muži –  Alžírsko
- Ženy –  Kongo

Panamerické mistrovství – Manaus:
- Muži –  Kuba

Evropský pohár mistrů:
- Muži –  Metaloplastics Sabac
- Ženy –  Spartak Kyjev

Pohár vítězů pohárů
- Muži –  CSKA Moskva
- Ženy –  Buducnost Titograd

Pohár EHF
- Muži –  Minaur Baia Mare
- Ženy –  ASK Frankfurt am Oder

## Jezdectví
Mistrovství Evropy Dinard:
- Skoky:
  -  Paul Schockemöhle – kůň Deister
- Skoky týmy:
  -  Velká Británie

Mistrovství Evropy København:
- Drezura:
  -  Reiner Klimke – kůň Ahlerich
- Drezura týmy:
  -  SRN

Mistrovství Evropy Burghley:
- Three Day Event:
  -  Virginia Holgate – kůň Priceless
- Three Day Event týmy:
  -  Velká Británie

Mistrovství Evropy Rosenau:
- Endurance:
  -  Hilde Jarc – kůň Samun
- Endurance týmy:
  -  Francie

Mistrovství Evropy Schenefeld:
- Vaulting muži:
  -  Dietmar Otto
- Vaulting ženy:
  -  Christine Hahn
- Vaulting týmy:
  -  SRN

Světový pohár skoky:
- Conrad Homfeld – kůň Abdullah

## Judo
Mistrovství světa – Soul
- Muži:
  - do 60 kg –  Šindži Hosokawa
  - do 65 kg –  Jurij Sokolov
  - do 71 kg –  Ahn Byung-Keun
  - do 78 kg –  Nobutoshi Hikage
  - do 86 kg –  Peter Seisenbacher
  - do 95 kg –  Hitoshi Sugai
  - nad 95 kg –  Čo Jong-čchol
  - bez limitu –  Yoshini Masaki

Mistrovství Evropy – Hamar
- Muži:
  - do 60 kg –  Kasret Tietseri
  - do 65 kg –  Cornel Illie-Serban
  - do 71 kg –  Tamazi Namalguan
  - do 78 kg –  Neil Adams
  - do 86 kg –  Vitaliy Pesnia
  - do 95 kg –  Robert Van de Walle
  - nad 95 kg –  Grigorij Verizhev
  - bez limitu –  Alexander van der Gröben
- Ženy:
  - do 48 kg –  Marie-France Colognon
  - do 52 kg –  Pascal Doger
  - do 56 kg –  Beatrice Rodriguez
  - do 61 kg –  Boguslawa Olechnowicz
  - do 66 kg –  Brigitte Deydier
  - do 72 kg –  Ingrid Berghmans
  - nad 72 kg –  Sandra Bradshaw
  - bez limitu –  Marjolein van Unen

## Kanoistika
Mistrovství světa Mechelen
- Muži
  - 500 m K1 –  Andreas Stahle
  - 500 m K2 –  Ian Ferguson / Paul MacDonald
  - 500 m K4 –  Sovětský svaz
  - 500 m C1 –  Olaf Heukrodt
  - 500 m C2 –  János Sarusi Kis / István Vaskuti
  - 1000 m K1 –  Ferenc Csipes
  - 1000 m K2 –  Pascal Boucherit / Philippe Boccara
  - 1000 m K4 –  Švédsko
  - 1000 m C1 –  Ivans Klementjevs
  - 1000 m C2 –  Olaf Heukrodt / Alexander Schuck
  - 10 km K1 –  Greg Barton
  - 10 km K2 –  Mikael Berger / Conny Edholm
  - 10 km K4 –  Maďarsko
  - 10 km C1 –  Jiří Vrdlovec
  - 10 km C2 –  Matija Ljubek / Mirko Nisovic
- Ženy
  - 500 m K1 –  Birgit Schmidt-Fischer
  - 500 m K2 –  Birgit Schmidt-Fischer / Carsta Kühn
  - 500 m K4 –  NDR

## Karate
Mistrovství Evropy
- Muži:
  - Kata:  E. Karamitsos
  - Kata Týmy:  Itálie
  - Kumite do 60 kg:  Stein Rrnning
  - Kumite do 65 kg:  Cebolla
  - Kumite do 70 kg:  Wim Mossel
  - Kumite do 75 kg:  Martínez
  - Kumite do 80 kg:  José Manuel Egea
  - Kumite nad 80 kg:  Zazo
  - Kumite Týmy:  Velká Británie
  - Sanbon:  Emmanuel Pinda
- Žena:
  - Kata:  Hackner
  - Kata Týmy:  Španělsko
  - Kumite do 53 kg:  Cathérine Girardet
  - Kumite do 60 kg:  Beverly Morris
  - Kumite nad 60 kg:  Guus van Mourik
  - Kumite Týmy:  Itálie

## Kendo
Mistrovství světa Paříž:
- Muži:
  - Jednotlivci:  Kunishide Koda
  - Družstva:  Japonsko

## Korfbal
Evropský pohár Papendrecht:
- PKC Papendrecht

## Krasobruslení
Mistrovství světa Tokio:
- Muži –  Alexandr Fadejev
- Ženy –  Katarina Witt
- Sportovní dvojice –  Jelena Valova / Oleg Vasilijev
- Taneční páry –  Natalja Bestemjanova / Andrej Bukin

Mistrovství Evropy Göteborg:
- Muži –  Jozef Sabovčík
- Ženy –  Katarina Witt
- Sportovní dvojice –  Jelena Valova / Oleg Vasilijev
- Taneční páry –  Natalja Bestemjanova / Andrej Bukin

## Lední hokej
Mistrovství světa Praha
- Československo

Mistrovství Evropy Praha
- Sovětský svaz

Národní ligy:
- Československo – Dukla Jihlava
- Sovětský svaz – CSKA Moskva
- Finsko – Ilves Tampere
- Švédsko – Södertälje SK

Stanley Cup:
- Kanada / USA – Edmonton Oilers

## Létající talíř
Mistrovství světa:
- Disc Golf
  - Muži –  Sam Ferrans
  - Ženy –  Tami Pellicane

Mistrovství světa ve freestylu
- Muži –  Deaton Mitchel / Jim Benson
- Ženy –  Stacy McCarthy / Carolyn Hubbard
- Mix –  Bill Wright / Carolyn Hubbard
- Trio –  USA

## Lukostřelba
Mistrovství světa Seoul:
- Standardní luk:
  - Muži –  Richard McKinney
  - Družstva –  Jižní Korea
  - Ženy –  Irina Soldatova
  - Družstva –  Sovětský svaz

Světové hry Londýn:
- Standardní luk:
  - Muži –  Göran Bjerendal
  - Ženy –  Lisa Buscombe
- Holý luk:
  - Muži –  Anders Rosenberg
  - Ženy –  Kornelia Fili

## Lyžování na trávě
Mistrovství světa Owen-Teck:
- Muži:
- Slalom:
  -  Richi Christen
- Obří slalom:
  -  Rainer Grossmann
- Kombinace:
  -  Richi Christen
- Ženy:
- Slalom:
  -  Ingrid Hirschhofer
- Obří slalom:
  -  Claudia Otratowitz
- Kombinace:
  -  Ingrid Hirschhofer

## Moderní pětiboj
Mistrovství světa muži Melbourne
- Jednotlivci: Attila Miszér
- Družstva:  Sovětský svaz

Mistrovství světa ženy Montreal
- Jednotlivci: Barbara Kotowska
- Družstva:  Polsko

## Pozemní hokej
Mistrovská trofej Perth:
- Austrálie

Asijský pohár
- Dhaka muži:  Pákistán
- Seoul ženy:  Jižní Korea

Pohár vítězů Evropských zemí:
- Frankenthal muži –  Atlétic Terrassa
- Frankenthal ženy –  HGC Wassenaar

## Sálová cyklistika
Mistrovství světa – St. Gallen
- Muži:
  - Krasojízda –  Markus Maggi
  - Kolová –  Československo – Jan a Jindřich Pospíšilové
- Ženy:
  - Krasojízda –  Eliane Maggi

## Sáňkařský sport
Mistrovství světa – Oberhof
- Muži:
  - Jednotlivci: –  Michael Walther
  - Dvojice: –  NDR (Jörg Hoffmann, Jochen Pietzsch)
- Ženy:
  - Jednotlivci: –  Steffi Martin

Světový pohár:
- Muži:
  - Jednotlivci:  Arnold Huber
  - Dvojice:  Itálie (Norbert Huber, Hansjorg Raffl)
- Ženy:
  - Jednotlivci: –  Cerstin Schmidt

## Silniční motocykly
Mistrovství světa:
- 80 cc –  Stefan Dörflinger (Krauser)
- 125 cc –  Fausto Gresini (Garelli)
- 250 cc –  Freddie Spencer (Honda)
- 500 cc –  Freddie Spencer (Honda)

## Skoky do vody
Mistrovství Evropy Sofie:
- Muži
  - 3m prkno –  Nikolaj Drošin
  - 10m věž –  Thomas Knuths
- Ženy
  - 3m prkno –  Zhanna Zhirulnikova
  - 10m věž –  Anzhela Stasyulevich

## Skoky na lyžích
Mistrovství světa Seefeld
- Střední můstek

1. Jens Weißflog (NDR)
2. Andreas Felder (Rakousko)
3. Per Bergerud (Norsko)

- Velký můstek

1. Per Bergerud (Norsko)
2. Jari Puikkonen (Finsko)
3. Matti Nykänen (Finsko)

- Týmy

1. Finsko (Tuomo Ylipulli, Pentti Kokkonen, Matti Nykänen, Jari Puikkonen)
2. Rakousko (Andreas Felder, Armin Kogler, Günther Stranner, Ernst Vettori)
3. NDR (Frank Sauerbrey, Manfred Deckert, Klaus Ostwald, Jens Weißflog)

Mistrovství světa v letech na lyžích – Planice
1. Matti Nykänen (Finsko)
2. Jens Weißflog (NDR)
3. Pavel Ploc (Československo)

Turné čtyř můstků
1. Jens Weißflog (NDR)
2. Matti Nykänen (Finsko)
3. Klaus Ostwald (NDR)

Světový pohár
1. Matti Nykänen (Finsko)
2. Andreas Felder (Rakousko)
3. Ernst Vettori (Rakousko)

## Šachy
Mistrovství světa Moskva
- Garri Kasparov

## Šerm
Mistrovství světa Barcelona:
- Kord
  - Muži –  Philippe Boisse
  - Týmy –  SRN
- Fleret
  - Muži –  Mauro Numa
  - Týmy –  Itálie
  - Ženy –  Cornelia Harnisch
  - Týmy –  SRN
- Šavle
  - Muži –  György Nébald
  - Týmy –  Sovětský svaz

## Taneční sport
Mistrovství světa Dortmund:
- Standardní tanec –  Velká Británie – Vicky Barr / Michael Barr

Mistrovství světa Oslo:
- Latinskoamerický tanec –  Velká Británie – Gaynor Fairweather / Donnie Burns

Mistrovství světa Slagharen:
- Ten Dance –  Velká Británie – Denise Weavers / David Sycamore

Mistrovství světa Zürich:
- Rock'n'Roll –  SRN – Karin Schmitz / Wolfgang Blöcher

## Šipky
Mistrovství světa:
- Eric Bristow

Světový pohár Brisbane:
- Muži:
  - Jednotlivci:  Eric Bristow
  - Dvojice:  Velká Británie – Eric Bristow / John Lowe
  - Týmy:  USA
  - Národy:  Velká Británie
- Ženy:
  - Jednotlivci:  Linda Batten
  - Dvojice:  Velká Británie – Sharon Kemp/Linda Batten
  - Národy:  Velká Británie

World Masters
- Muži:  Dave Whitcombe
- Ženy:  Lilian Barnett

## Tenis
- Australian Open
  - Stefan Edberg
  - Martina Navrátilová
- French Open
  - Mats Wilander
  - Chris Evert
- Wimbledon
  - Boris Becker
  - Martina Navrátilová
- US Open
  - Ivan Lendl
  - Hana Mandlíková
- Davis Cup: Švédsko – Německo 3–2